# Runt runt runt
Runt runt runt är en sång skriven av Niklas Strömstedt. Den finns med på hans studioalbum Om! från 1990, men utgavs också som singel 1991. Runt runt runt var den fjärde singeln från albumet.
Singeln gavs ut som en vinylsingel (7"). Som B-sida valdes "Som om hon inte fanns", även den skriven av Strömstedt och inkluderad på Om! Runt runt runt tog sig inte in på Svenska singellistan.

## Låtlista

### 7"
Sida A
1. "Runt runt runt"

Sida B
1. "Som om hon inte fanns"